# Jüdische Gemeinde Commercy

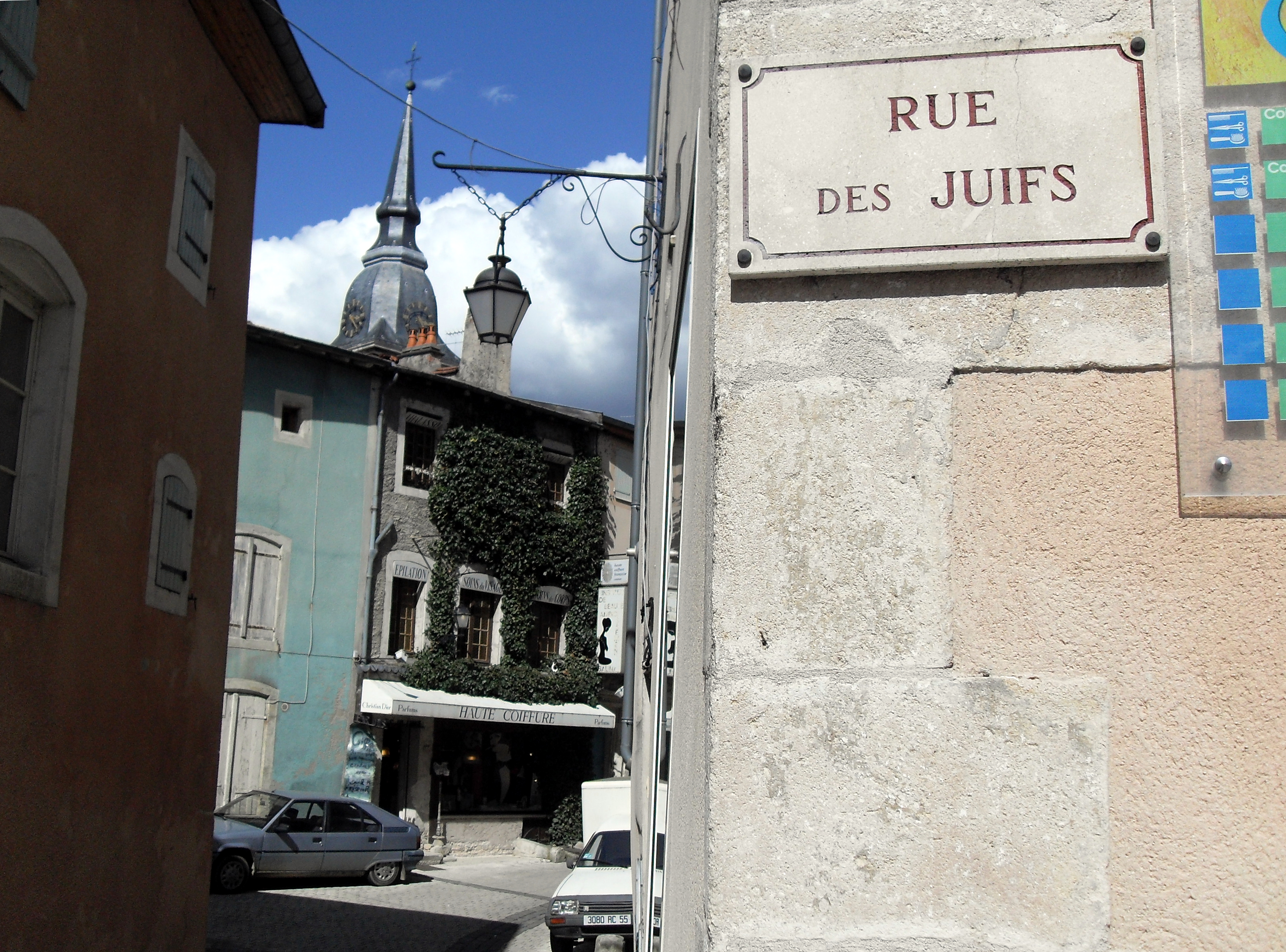
Judengasse in Commercy

Eine Jüdische Gemeinde in Commercy, einer französischen Stadt im  Département Meuse in Lothringen, bestand schon im Mittelalter (wahrscheinlich im 13. Jahrhundert), was durch die Bezeichnung einer Straße als Judengasse (rue des Juifs) bezeugt ist.

## Geschichte
Im 18. und 19. Jahrhundert war die jüdische Gemeinde Commercy bedeutend und die jüdischen Bürger trugen wesentlich zur wirtschaftlichen Entwicklung der Stadt bei.